# Mekor Baruch

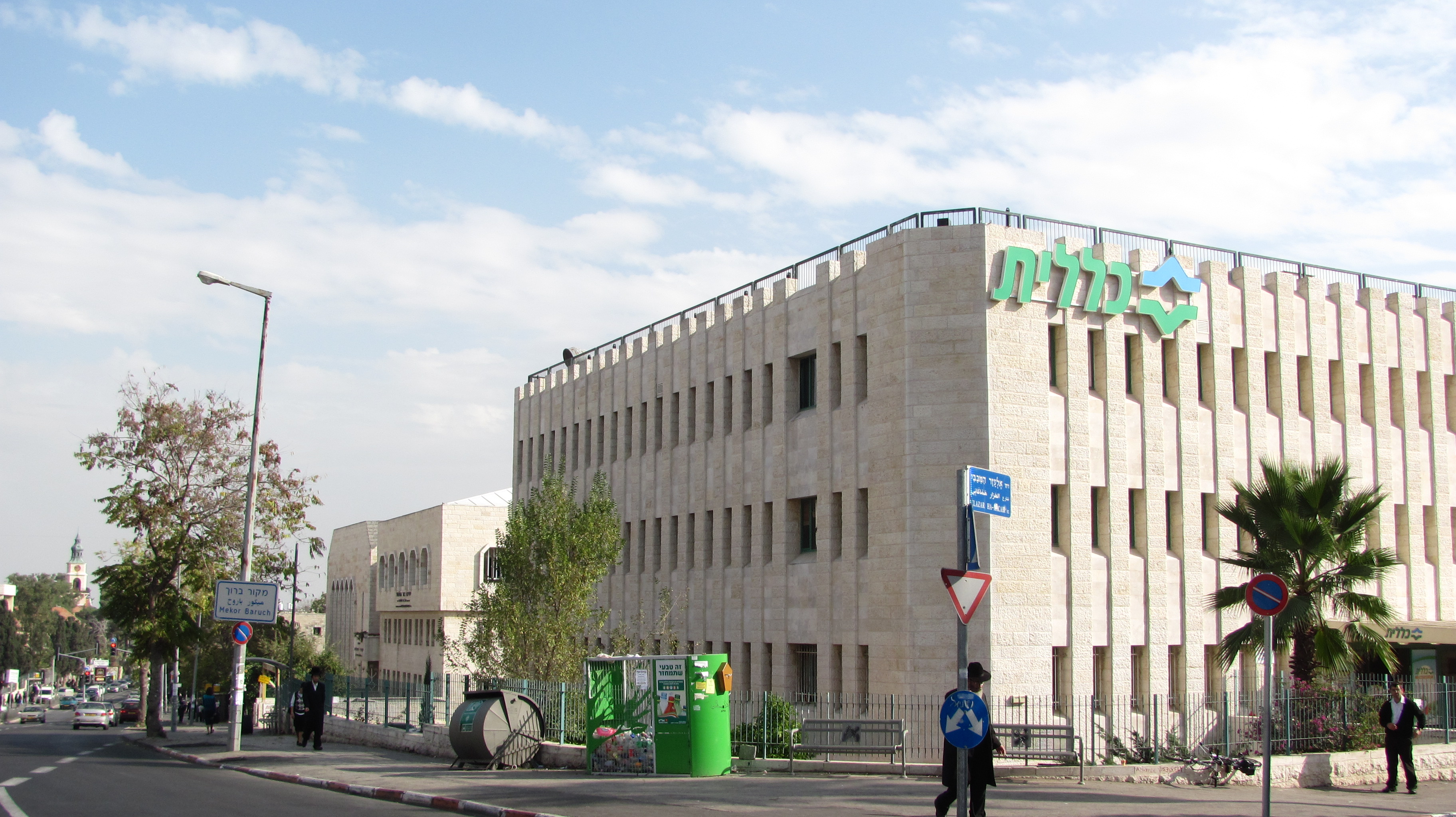
Zdravotní středisko Klalit ve čtvrti Mekor Baruch

Mekor Baruch (hebrejsky מקור ברוך‎) je městská čtvrť v severozápadní části Jeruzaléma v Izraeli.

## Geografie
Leží v nadmořské výšce cca 800 metrů, cca 2 kilometry severozápadně od Starého Města v centrální části Západního Jeruzaléma (takzvaném Lev ha-Ir, Středu města). Na jihu s ní sousedí čtvrť Ruchama a Machane Jehuda, na východě Zichron Moše, na severu leží bývalý Schnellerův sirotčinec. Populace čtvrti je židovská.

## Dějiny
Vznikla v roce 1924, jejími zakladateli byli židovští imigranti ze Severní Ameriky a starousedlí Židé. Šlo o středostavovskou čtvrť, postupně zde ale převládli ultraortodoxní Židé. Mnoho domů si udržuje původní podobu s vnitřním dvorem, okolo kterého se řadí jednotlivé byty. Funguje tu také průmyslová zóna.